# Troubadour (album de K'Naan)
Cet article concerne l'album de K'Naan. Pour l'album de JJ Cale, voir Troubadour.
Pour les articles homonymes, voir Troubadour (homonymie).
Albums de K'Naan
The Dusty Foot on the Road
(2007)
Troubadour est un album de K'Naan sorti le 24 février 2009.

## Liste des titres
1. "T.I.A." – 3:39
2. "ABCs" (feat. Chubb Rock) – 3:10
3. "Dreamer" – 4:32
4. "I Come Prepared" (feat. Damian Marley) – 4:09
5. "Bang Bang" (feat. Adam Levine) – 3:07
6. "If Rap Gets Jealous" (feat. Kirk Hammett) – 3:40
7. "Wavin' Flag" – 3:41
8. "Somalia" – 3:34
9. "America" (feat. Mos Def and Chali 2NA) – 4:46
10. "Fatima" – 5:02
11. "Fire in Freetown" – 4:37
12. "Take a Minute" – 4:07
13. "15 Minutes Away" – 4:56
14. "People Like Me" – 6:17